# Doug Collins
Paul Douglas Collins, detto Doug (Christopher, 28 luglio 1951), è un ex cestista, allenatore di pallacanestro e dirigente sportivo statunitense, professionista nella NBA.

## Biografia
Ha un figlio, Chris che, come il padre, dopo aver giocato a pallacanestro, adesso fa l'allenatore.

## Carriera
Venne selezionato dai Philadelphia 76ers al primo giro del Draft NBA 1973 (1ª scelta assoluta).
Con gli Stati Uniti disputò i Giochi olimpici di Monaco 1972. Fu il giocatore che a 3 secondi dalla fine realizzò i due tiri liberi che operarono, per la prima volta durante la partita, il momentaneo sorpasso di un punto (49-48) USA sull'URSS nella contestata finale olimpica di basket del 1972.

## Statistiche

### Giocatore

#### Regular season
| Anno     | Squadra            | PG  | PT | MP   | TC%  | 3P% | TL%  | RP  | AP  | PRP | SP  | PP   |
| -------- | ------------------ | --- | -- | ---- | ---- | --- | ---- | --- | --- | --- | --- | ---- |
| 1973-74  | Philadelphia 76ers | 25  | -  | 17,4 | 37,1 | -   | 76,4 | 1,8 | 1,6 | 0,5 | 0,1 | 8,0  |
| 1974-75  | Philadelphia 76ers | 81  | -  | 34,8 | 48,8 | -   | 84,4 | 3,9 | 2,6 | 1,3 | 0,2 | 17,9 |
| 1975-76  | Philadelphia 76ers | 77  | -  | 38,9 | 51,3 | -   | 83,6 | 4,0 | 2,5 | 1,4 | 0,3 | 20,8 |
| 1976-77  | Philadelphia 76ers | 58  | -  | 35,1 | 51,8 | -   | 84,0 | 3,4 | 4,7 | 1,2 | 0,3 | 18,3 |
| 1977-78  | Philadelphia 76ers | 79  | -  | 35,1 | 52,6 | -   | 81,2 | 2,9 | 4,1 | 1,6 | 0,3 | 19,7 |
| 1978-79  | Philadelphia 76ers | 47  | -  | 33,9 | 49,9 | -   | 81,4 | 2,6 | 4,1 | 1,1 | 0,4 | 19,5 |
| 1979-80  | Philadelphia 76ers | 36  | -  | 26,8 | 46,6 | 0,0 | 91,1 | 2,6 | 2,8 | 0,8 | 0,2 | 13,8 |
| 1980-81  | Philadelphia 76ers | 12  | -  | 27,4 | 49,2 | -   | 82,8 | 2,4 | 3,5 | 0,6 | 0,3 | 12,3 |
| Carriera | Carriera           | 415 | -  | 33,6 | 50,1 | 0,0 | 83,3 | 3,2 | 3,3 | 1,2 | 0,3 | 17,9 |
| All-Star | All-Star           | 3   | 1  | 22,7 | 45,8 | -   | 80,0 | 4,3 | 5,7 | 2,0 | 0,0 | 11,3 |

#### Play-off
| Anno     | Squadra            | PG | PT | MP   | TC%  | 3P% | TL%  | RP  | AP  | PRP | SP  | PP   |
| -------- | ------------------ | -- | -- | ---- | ---- | --- | ---- | --- | --- | --- | --- | ---- |
| 1976     | Philadelphia 76ers | 3  | -  | 39,0 | 43,4 | -   | 85,7 | 7,0 | 3,3 | 1,0 | 0,3 | 19,3 |
| 1977     | Philadelphia 76ers | 19 | -  | 39,9 | 55,7 | -   | 74,0 | 4,2 | 3,9 | 1,5 | 0,2 | 22,4 |
| 1978     | Philadelphia 76ers | 10 | -  | 34,2 | 49,7 | -   | 81,6 | 3,1 | 2,7 | 0,3 | 0,0 | 20,4 |
| Carriera | Carriera           | 32 | -  | 38,1 | 52,6 | -   | 85,5 | 4,1 | 3,5 | 1,1 | 0,1 | 21,5 |

### Allenatore
| Stagione | Squadra            | Regular Season | Regular Season | Regular Season | Regular Season | Regular Season             | Post Season                                               |
| Stagione | Squadra            | V              | P              | % V            | G              | Posizione finale           | Post Season                                               |
| -------- | ------------------ | -------------- | -------------- | -------------- | -------------- | -------------------------- | --------------------------------------------------------- |
| 1986-87  | Chicago Bulls      | 40             | 42             | 48,8           | 82             | 5º nella Central Division  | Sconfitto al Primo Round dai Celtics (0-3)                |
| 1987-88  | Chicago Bulls      | 50             | 32             | 61,0           | 82             | 2º nella Central Division  | Sconfitto alle Semifinali di Conference dai Pistons (1-4) |
| 1988-89  | Chicago Bulls      | 47             | 35             | 57,3           | 82             | 5º nella Central Division  | Sconfitto alle Finali di Conference dai Pistons (2-4)     |
| 1995-96  | Detroit Pistons    | 46             | 36             | 56,1           | 82             | 4º nella Central Division  | Sconfitto al Primo Round dai Magic (0-3)                  |
| 1996-97  | Detroit Pistons    | 54             | 28             | 65,9           | 82             | 3º nella Central Division  | Sconfitto al Primo Round dai Hawks (2-3)                  |
| 1997-98  | Detroit Pistons    | 21             | 24             | 46,7           | 45             | -                          | -                                                         |
| 2001-02  | Wash. Wizards      | 37             | 45             | 45,1           | 82             | 5º nella Atlantic Division | Manca i play-off                                          |
| 2002-03  | Wash. Wizards      | 37             | 45             | 45,1           | 82             | 5º nella Atlantic Division | Manca i play-off                                          |
| 2010-11  | Philadelphia 76ers | 41             | 41             | 50,0           | 82             | 3º nella Atlantic Division | Sconfitto al Primo Round dai Heat (1-4)                   |
| 2011-12  | Philadelphia 76ers | 35             | 31             | 53,0           | 66             | 3º nella Atlantic Division | Sconfitto alle Semifinali di Conference dai Celtics (3-4) |
| 2012-13  | Philadelphia 76ers | 34             | 48             | 41,5           | 82             | 4º nella Atlantic Division | Manca i play-off                                          |
|          | Carriera           | 442            | 407            | 52,1           | 849            |                            |                                                           |

## Palmarès

### Giocatore
- NCAA AP All-America Second Team (1973)
- 4 volte NBA All-Star (1976, 1977, 1978, 1979)

### Allenatore
- Allenatore all'NBA All-Star Game (1997)